# Tin House
Tin House ist ein US-amerikanisches Literaturmagazin und ein Buchverlag in mit Sitz in Portland (Oregon) und New York City. Der Portlander Verleger Win McCormack hatte die Idee zum Tin House Magazine im Sommer 1998. Er etablierte Holly MacArthur als Chefredakteur, und mit der Hilfe von zwei erfahrenen New Yorker Redakteuren, Rob Spillman und Elissa Schappell, setzte er seine Idee um.
Im Jahr 2005 erweiterte sich Tin House mit einem Buchverlag Tin House Books. Sie führten auch eine zulassungsbeschränkte Sommer-Schreibwerkstatt am Reed College durch.

## Tin House Magazine
Tin House veröffentlicht sowohl Fiktion als auch Poesie, und es werden Interviews mit wichtigen literarischen Zeitgenossen publiziert, eine Lost and Found-Abteilung widmet sich außergewöhnlichem Material aus öffentlichen Bereichen, und dem was in der Regel übersehen wird, wie auch Rezepten für Getränke.
Es wird auch von vielen anderen namhaften Literaturzeitschriften nach Arbeiten von bisher unveröffentlichten Schriftstellern für ihre New Voices Abschnitt durchgesehen.
Eine Geschichte aus der Sommerausgabe 2003, Breasts von Stuart Dybek, wurde in The Best American Short Stories des Jahres 2004 vorgestellt, und im Jahr 2006 war Window von Deborah Eisenberg ein Juroren-Favorit unter den O. Henry Prize-Stories.

### Mitarbeiter
- Herausgeber und Chefredakteur: Win McCormack
- Redakteur: Rob Spillman
- Geschäftsführender Redakteur: Cheston Knapp
- Ausführende Redakteurin: Michelle Wildgen
- Redakteur Poesie: Matthew Dickman
- Redaktionsassistent und Workshop-Leiter: Lance Cleland
- Redaktionsassistentin: Desiree Andrews
- Redaktionsassistentin: Emma Komlos-Hrobsky
- Art Director: Diane Chonette
- Verleger: Holly Macarthur
- Redakteurin Paris: Heather Hartley
- Führende Redakteurin: Elissa Schappell
- Führende Redakteurin Poesie: Brenda Shaughnessy[6]

### Autoren, deren Arbeiten imTin House Magazineerschienen
- Chris Adrian
- Sherman Alexie
- Dorothy Allison
- Steve Almond
- Yehuda Amichai
- Rebecca Aronson
- Tom Barbash
- Charles Baxter
- Aimee Bender
- Sarah Shun-lien Bynum
- Lucy Corin
- Ariel Dorfman
- Stuart Dybek
- Deborah Eisenberg
- Faiz Ahmed Faiz
- Richard Ford
- Seamus Heaney
- Ann Hood
- Bret Anthony Johnston
- Miranda July
- Yasunari Kawabata
- James Kelman
- Stephen King
- Stanley Kunitz
- Kelly Le Fave
- Jonathan Lethem
- Rick Moody
- Pablo Neruda
- Sharon Olds
- Dawn Powell
- Peter Rock
- Edward W. Said
- James Salter
- John Sanford
- Charles Simic
- Donna Tartt
- Quincy Troupe
- Danielle Trussoni
- David Foster Wallace
- Karen Russell

## Tin House Books

### Mitarbeiter
- Redakteur: Tony Perez
- Redakteurin: Meg Storey
- Publicity-Managerin: Nanci McCloskey[6]

### Publizierte Bücher
- Best of Tin House. 2006, ISBN 0-9773127-1-2.
- Do Me: Tales of Sex and Love from Tin House. 2007, ISBN 978-0-9794198-0-5.
- Food and Booze: A Tin House Literary Feast. 2006, ISBN 0-9773127-7-1.
- The World Within. 2007, ISBN 978-0-9776989-6-7.
- Katie Arnold-Ratliff: Bright Before Us. 2011, ISBN 978-1-935639-07-7.
- Geoffrey Becker: Hot Springs. 2010, ISBN 978-0-9820539-4-2.
- Christopher Beha: What Happened to Sophie Wilder. 2012, ISBN 978-1-935639-31-2.
- Louis Bogan (Übers/Hrsg.): The Journal of Jules Renard. 2008, ISBN 978-0-9794198-7-4.
- Karen Lee Boren: Girls in Peril. 2006, ISBN 0-9773127-2-0.
- Adam Braver: November 22, 1963. 2008, ISBN 978-0-9802436-2-8.
- Lucy Corin: The Entire Predicament. 2007, ISBN 978-0-9776989-8-1.
- Bernard DeVoto: The Hour: A Cocktail Manifesto. 2010, ISBN 978-0-9825048-0-2.
- Harriet Fasenfest: A Householder's Guide to the Universe. 2010, ISBN 978-0-9825691-5-3.
- Dolly Freed: Possum Living: How to Live Well Without a Job and With (Almost) No Money. 2010, ISBN 978-0-9820539-3-5.
- Josh Goldfaden: Human Resources. 2006, ISBN 0-9776989-1-2.
- Tom Grimes: Mentor: A Memoir. 2010, ISBN 978-0-9825048-8-8.
- J.C. Hallman (Hrsg.): The Story About the Story: Great Writers Explore Great Literature. 2009, ISBN 978-0-9802436-9-7.
- Matthea Harvey: The Little General and The Giant Snowflake. 2009, ISBN 978-0-9776989-8-1.
- Michiel Heyns: The Children's Day. 2009, ISBN 978-0-9802436-6-6.
- Elina Hirvonen: When I Forgot. 2009, ISBN 978-0-9802436-5-9.
- Jim Krusoe: Erased. 2009, ISBN 978-0-9802436-7-3.
- Jim Krusoe: Girl Factory. 2008, ISBN 978-0-9794198-2-9.
- Sarahlee Lawrence: River House. 2007, ISBN 978-0-9825691-3-9.
- Alex Lemon: Mosquito. 2006, ISBN 0-9773127-4-7.
- Michele Matheson: Saving Angelfish. 2006, ISBN 0-9773127-6-3.
- Win McCormack: You Don't Know Me: A Citizen's Guide to Republican Family Values. 2008, ISBN 978-0-9794198-6-7.
- Lee Montgomery, Tony Perez (Hrsg.): The Writer's Notebook. 2009, ISBN 978-0-9794198-1-2.
- Keith Lee Morris: Call It What You Want. 2010, ISBN 978-0-9825030-8-9.
- Keith Lee Morris: The Dart League King. 2008, ISBN 978-0-9794198-8-1.
- Lucia Nevai: Salvation. 2008, ISBN 978-0-9794198-3-6.
- Mary Otis: Yes, Yes Cherries. 2007, ISBN 978-0-9776989-0-5.
- Jeff Parker, Mikhail Iossel (Hrsg.): Rasskazy: New Fiction from a New Russia. 2009, ISBN 978-0-9820539-0-4.
- Jeff Parker: Ovenman. 2007, ISBN 978-0-9776989-2-9.
- Brenda Shaughnessy, C. J. Evans (Hrsg.): Satellite Convulsions: Poems from Tin House. 2008, ISBN 978-0-9794198-9-8.
- Robert Paul Smith: How to Do Nothing with Nobody All Alone by Yourself. 2010, ISBN 978-0-9820539-5-9.
- Zak Smith: Pictures Showing What Happens on Each Page of Thomas Pynchon's Novel Gravity's Rainbow. 2006, ISBN 0-9773127-9-8.
- Zak Smith: We Did Porn. 2009, ISBN 978-0-9802436-8-0.
- Scott Sparling: Wire to Wire. 2011, ISBN 978-1-935639-05-3.
- Matthew Specktor: American Dream Machine. 2012, ISBN 978-1-935639-44-2.
- Marlene van Niekerk: Agaat. 2010, ISBN 978-0-9825030-9-6.
- Jan Elizabeth Watson: Asta in the Wings. 2009, ISBN 978-0-9802436-1-1.